# 后坪苗族土家族乡
后坪苗族土家族乡是中华人民共和国重庆市武隆区下辖的一个民族乡。

## 行政区划
后坪苗族土家族乡下辖以下村级行政区划单位：
高坪村、文凤村、中岭村、白石村、双联村和白鹤村。